# Rachid Bouhenna
Rachid Bouhenna, né le 29 juin 1991 à Méru dans l'Oise, est un footballeur franco-algérien évoluant au poste de défenseur avec l'équipe roumaine du FC Politehnica Iași.

## Palmarès
- Coupe d'Algérie : 2016 avec le MC Alger
- Finaliste de la Super coupe d'Algérie en 2016 avec le MC Alger
- Vice-Champion d'Algérie : 2017  avec le MC Alger.
- Finaliste de la Coupe de Roumanie   en 2020 avec le Sepsi Sfântu Gheorghe
- Finaliste de la Supercoupe de Roumanie : 2021 avec le CFR Cluj

- Championnat de Roumanie : 2022 avec le CFR Cluj